# Julius Fučík
Pour les articles homonymes, voir Julius Fučík (compositeur) et Fučík.
Œuvres principales
- V zemi, kde zítra již znamená včera (Dans un pays, où demain est déjà hier), 1932
- Reportáž psaná na oprátce (Écrit sous la potence), 1947, texte complet en 1995

Julius Fučík, né le 23 février 1903 à Prague et mort le 8 septembre 1943 à la prison de Plötzensee, est un écrivain, journaliste tchécoslovaque, critique de théâtre et un résistant au nazisme. Membre du Comité central du Parti communiste tchécoslovaque, il fut emprisonné, torturé et pendu.
Après la guerre, il est présenté par le gouvernement communiste comme un symbole de la résistance contre l'oppresseur.
Néanmoins, son attitude après son arrestation fait de lui, depuis la chute du régime du Parti communiste tchécoslovaque, un personnage controversé. En effet, plusieurs témoins ont déclaré que Julius Fučík avait collaboré avec la Gestapo et dénoncé plusieurs membres du Parti communiste tchécoslovaque.

## Biographie

### Débuts
Julius Fučík nait dans une famille ouvrière, son père travaillant dans la métallurgie. Son oncle est le compositeur Julius Fučík. 
En 1913, la famille Fučík déménage de Prague à Plzeň où Julius étudie au lycée public. Déjà à 12 ans, il veut établir un journal nommé Slovan (Le Slave) et montre un intérêt certain pour la politique et pour la littérature. Pendant son adolescence, il fait du théâtre.

### Journalisme et politique
En 1920, il commence des études à Prague et rejoint les rangs du Parti tchécoslovaque social démocrate des travailleurs, avant de se retrouver dans ses courants de gauche. En mai 1921, cette branche du parti fonde le Parti communiste tchécoslovaque (PCT). Fučík écrit ensuite des contributions culturelles pour le journal communiste local de Plzeň.
Après avoir fini ses études, Fučík trouve un poste d'éditeur au sein du journal littéraire Kmen et s'engage dans le mouvement d'avant-garde artistique Devětsil. Il devient responsable pour le travail culturel au sein du Parti communiste tchécoslovaque. En 1929, il rejoint le magazine du critique littéraire František Xaver Šalda, Tvorba. De plus, il continue à travailler pour le quotidien communiste Rudé Právo, ainsi que pour d'autres journaux. Durant cette période, il fut arrêté à plusieurs reprises par la police tchécoslovaque et réussit à éviter une peine de prison de huit mois en 1934.
En 1930, il avait visité l'Union soviétique pendant quatre mois et en avait brossé un portrait très favorable dans son livre Au Pays où demain est déjà hier (V zemi, kde zítra již znamená včera) (1932). En juillet 1934, juste avant qu'Hitler ne purge les SA, il se rend en Bavière et décrit ses impressions dans En Chemin vers Munich (Cesta do Mnichova). Il retourne en URSS la même année et y reste pendant deux ans ; il rédige plusieurs rapports, encore en faveur du Parti. 
À son retour, il a de vives disputes avec des auteurs tels que Jiří Weil et Jan Slavik, critiques des développements politiques sous Staline. Fučík prend la défense de l'Union soviétique en qualifiant ces attaques d'infondées. Sa relation de sa visite en Union soviétique lui valent de sévères critiques : Ferdinand Peroutka écrit à son sujet qu'il était une « nullité typique », et Karel Čapek le traite de « menteur effronté » dans Přítomnost.
En 1938, Julius Fučík épouse Augusta Kodeřičová, plus tard connue sous le nom de Gusta Fučíková.
À la suite des accords de Munich, le gouvernement à Prague dissout le Parti communiste tchécoslovaque (PCT) en septembre 1938, lequel continue ses activités dans la clandestinité. Après l'invasion des troupes nazies en octobre 1938, Fučík déménage chez ses parents à Chotiměř et continue de publier dans des journaux, surtout sur des sujets historiques et littéraires. Il commence aussi à travailler pour le PCT clandestin. En 1940, la Gestapo le recherche à Chotiměř à cause de sa coopération avec le PCT ; il décide alors de retourner à Prague.
Début 1941, il entre au Comité central du PCT. Il prépare des tracts et essaye de publier Rudé Právo à intervalles réguliers. Le 24 avril 1942, il est arrêté avec d'autres membres dirigeants du Parti à Prague par la Gestapo,,.

### Arrestation, procès et décès
Plusieurs déclarations indépendantes indiquent que Julius Fučík, après son arrestation, a dénoncé des collaborateurs de la résistance à la Gestapo. Selon Jan Beneš et František August, peu de temps après son arrestation, Fučík rédigea un rapport de 60 pages pour la Gestapo, dans lequel il décrivait le système de l'organisation clandestine du PCT, mentionnant de nombreux noms. Fučík a ensuite aidé Josef Böhm, membre du département anticommuniste de la Gestapo de Prague, à découvrir d'autres membres de la clandestinité communiste. Lorsque son utilité dans ce service a été épuisée, la Gestapo l'a fait exécuter.
Dans la publication Ferdinand Peroutka pozdější život (1939 – 1978), Pavel Kosatík attire l'attention sur le fait qu'en 1943, les prisonniers de la prison de Pankrác avaient frappé au mur en code Morse l'avertissement « méfiez-vous de Fučík. » Selon l'auteur, Fučík avait la possibilité de se déplacer librement dans la prison de Pankrác et est sorti à plusieurs reprises avec le commissaire Böhm pour s'amuser dans les restaurants de Prague,.
Lors de son séjour à la prison de Pankrác à Prague où il est interrogé et torturé, Fučík rédige Écrit sous la potence (Reportáž psaná na oprátce) sur des feuilles de papier à cigarette que deux gardes (Kolínský et Hora) aident à faire sortir de la prison. Le livre traite de la période de son arrestation et parle de son espoir d'un avenir communiste meilleur. Il est publié après la guerre et devient l'un des témoignages les plus importants de la résistance européenne.
Plus tard, l'épouse de l'une des légendes du Printemps de Prague en 1968, František Kriegel, Riva Kriegel, qui avait été arrêtée par la Gestapo avec Fučík, déclare dans le documentaire de la télévision tchèque filmé par la réalisatrice Helena Třeštíková que Fučík avait « parlé », c'est-à-dire dénoncé. Elle lui reproché également sa « lâcheté » lors de l'arrestation.
En mai 1943, Fučík est amené en Allemagne. Il est d'abord détenu à Bautzen pendant un peu plus de deux mois, puis à Berlin. Le 25 août 1943 à Berlin, il est accusé de haute trahison en lien avec ses activités politiques par le Volksgerichtshof, présidé par Roland Freisler. Julius Fučík est reconnu coupable et condamné à mort avec Jaroslav Klecan, qui avait été arrêté avec lui. Fučík est pendu deux semaines plus tard, le 8 septembre 1943, à la prison de Plötzensee à Berlin.

## Mémorial
À Berlin, dans un des parcs de Pankow (Pankow Burgerpark) se dresse un mémorial dédié à Julius Fucik, composé de quatre colonnes. On peut voir sur l'une, son portrait, et sur une autre, traduit en allemand, en russe et en tchèque : « Je vous ai aimés. Soyez vigilants » (Ich hatte euch lieb. Seid wachsam, en allemand). Selon certaines sources, les derniers mots qu'il aurait prononcés à l'attention des bourreaux qui l'emmenaient pour son exécution auraient été : « Hommes, mes frères, je vous aimais … Soyez vigilants ! ».

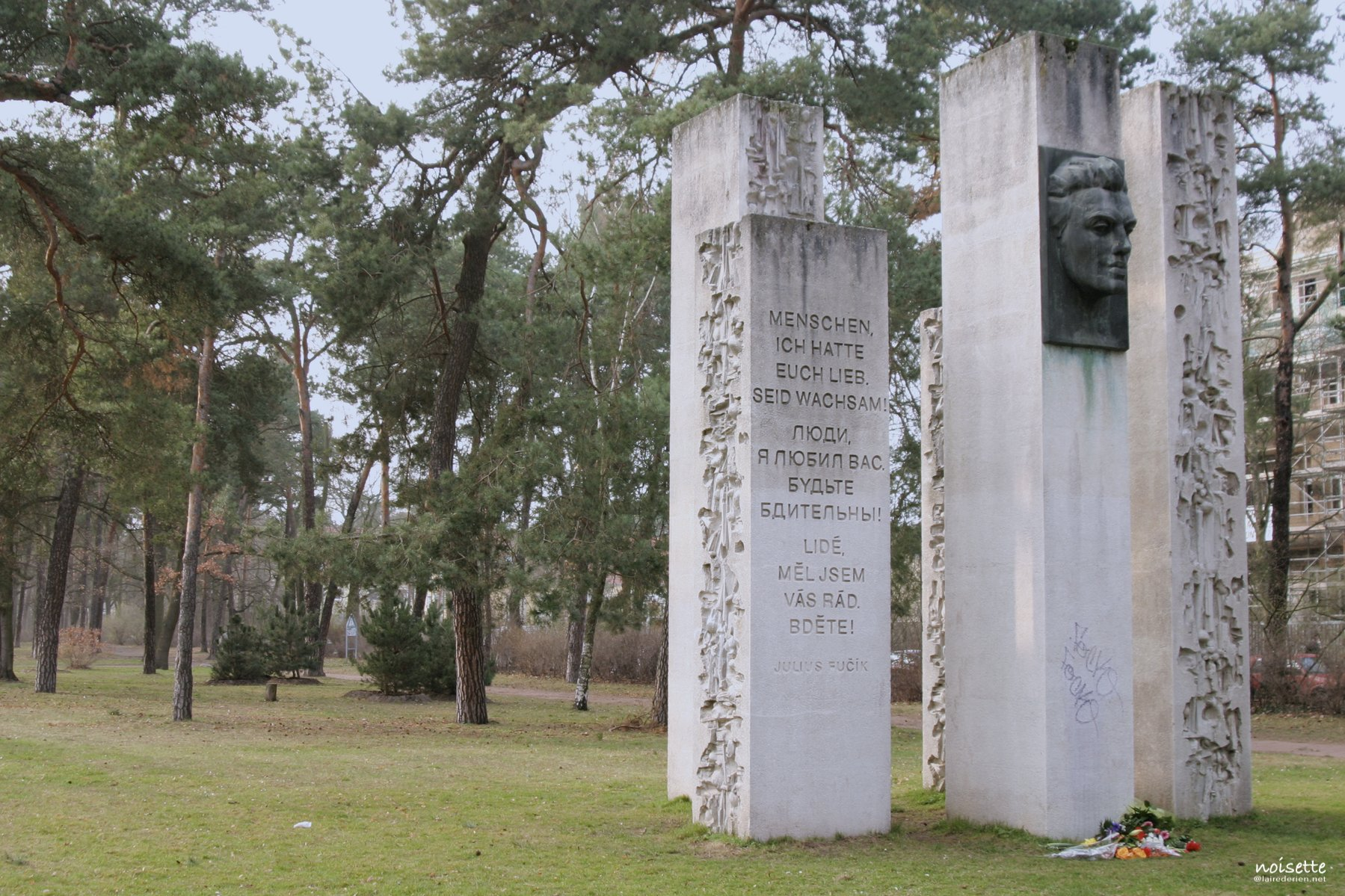

## Fučík en tant que symbole idéologique durant la période communiste

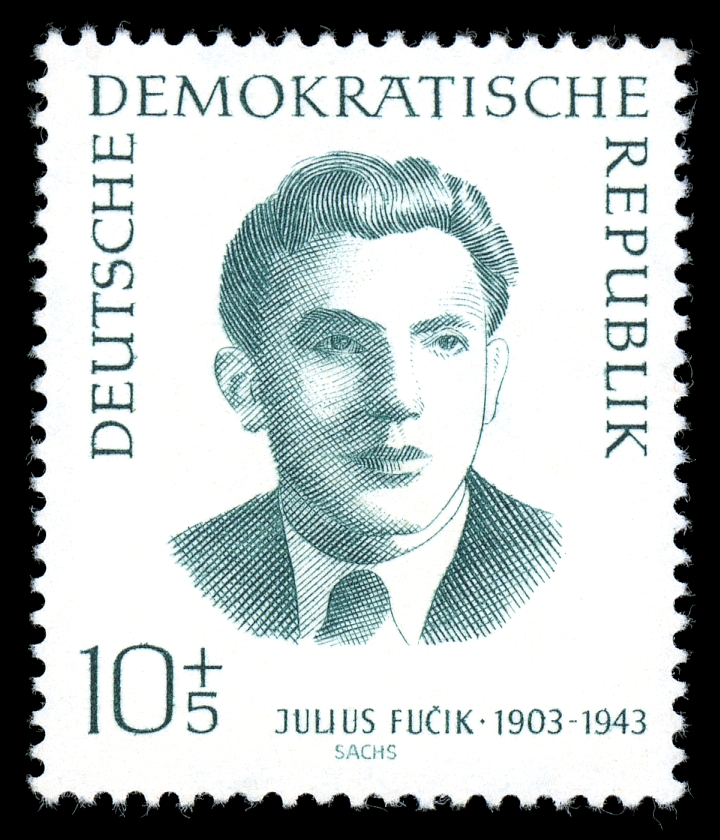
Julius Fučík sur un timbre de la RDA de 1966

Dans l'idéologie communiste d'après-guerre, J. Fučík est considéré comme un symbole de la résistance contre l'oppresseur. Par extension, l'oppresseur historique (le nazisme) devient image de l'oppresseur social : par sa puissance économique et militaire, le Troisième Reich est l'exemple-type du groupe oppresseur. Les Jeunesses Communistes avaient besoin d'un modèle bien moins austère que Alekseï Stakhanov, et plus tchécoslovaque. Fučík donne l'inspiration aux jeunes générations, désireuses de faire leur place au sein du régime, et sa fin héroïque reste un formidable outil de promotion pour le parti. Son Reportage écrit sous la potence nourrit le mythe et celui-ci est porté aux nues par la propagande. L'âme slave, et en particulier la « tchéquité », est profondément ancrée dans cet idéal : en 1955, l'écrivain Milan Kundera publie Le Dernier Mai (Poslední máj), une pièce de théâtre politique consistant en un hommage à Julius Fučík, « un héros de la résistance communiste contre l'occupation nazie en Tchécoslovaquie pendant la Seconde Guerre mondiale ».[réf. nécessaire]

## Œuvres

### Reportages
- Reportáže z buržoazní republiky, publiés dans les journaux, rassemblés en 1948
- V zemi, kde zítra již znamená včera, sur l'Union soviétique, 1932
- V zemi milované,  sur l'Union soviétique, publié de manière posthume en 1949
- Reportáž psaná na oprátce, 1945. Traduit du tchèque par Yvonne et Karel Marek : Écrit sous la potence, 1947, 1957, 1974

### Critiques de théâtre et essais littéraires
- Milujeme svoji zem, 1948
- Stati o literatuře, 1951
- Božena Němcová bojující, O Sabinově zradě, Chůva publiés dans Tři studie, 1947.

### Autres
- Pokolení před Petrem, roman autobiographique, incomplet, 1939